# Krivosúd-Bodovka
Krivosúd-Bodovka este o comună slovacă, aflată în districtul Trenčín din regiunea Trenčín. Localitatea se află la altitudinea de 213 m deasupra n.m., se întinde pe o suprafață de 8,08 km2 și în 2017 număra 347 de locuitori.

## Istoric
Localitatea Krivosúd-Bodovka este atestată documentar din 1398.

## Demografie
| An:                | 1994 | 2004   | 2014   | 2024   |
| ------------------ | ---- | ------ | ------ | ------ |
| Număr de persoane: | 315  | 303    | 330    | 346    |
| Diferență:         |      | −3,80% | +8,91% | +4,84% |

| An:                | 2023 | 2024   |
| ------------------ | ---- | ------ |
| Număr de persoane: | 355  | 346    |
| Diferență:         |      | −2,53% |